# Adam Gordon
Adam Gordon (ur. 25 listopada 1985 w Warszawie) – polski muzyk sesyjny, kompozytor, multiinstrumentalista, gitarzysta basowy, wokalista, producent muzyczny, inżynier dźwięku, lektor. Występował i nagrywał m.in. z: Blow, Ten Typ Mes, czy Piotrem Wolskim.

## Dyskografia (jako muzyk sesyjny)
- 2006 – eXo / Mariusz – Projekt 197 (singiel)[1]
- 2008 – Milmnóstwo – Uwolnij Chomika[2]
- 2009 – Łysonżi – Dżonson – utwór „Zawsze wierzyłem”[3]
- 2009 – Mona – Eksperyment: Kobieta – utwory „Intro” i „Sentymental”[4]
- 2009 – Seidue.62 – Hamsterdamm Studio Projekt – utwór „Możesz robić”[5]
- 2010 – Blow – Jeśli czujesz – w utworach „Trudno Cię zastąpić”, „Zielone oczy”, „Po prostu świeć!!!”, „Co robić, co?”, „Zaciśnięte pięści”[6]
- 2010 – Beat Squad – O Czym Szumią Liście – w utworze „Kosmos”[7]
- 2012 – Ten Typ Mes – Zamach na przeciętność – utwory „Dwadzieścia pięć”, „Co jest warte uwagi”, „Smak życia”[8]
- 2013 – Pokolenie – Ironia P. – wszystkie utwory[9]
- 2013 – Gonix – Funky Cios, Sexy Głos – utwór „16 plus VAT”[10]
- 2014 – Mi-La – Miejskie gawędy o miłości i zbrodniach – utwory „Dziwię się”, „Nocą widzę więcej”, „Przeczucie” i „Oddałabym”[11]
- 2016 – Ceka – 62.FM – w utworze „Bujam się”[12]
- 2016 – Flow – Kleśa – utwory „Perła”, „Kahlo”[13]
- 2018 – Święty & Zuo – Trzy Tygodnie – utwór „Napisy”[14]
- 2019 – ŚwięciBraders – Relacje – wszystkie utwory[15]
- 2020 – Prykson Fisk – K02M02 (I Need Space) – utwór „Dżoint // Noc”[16]
- 2021 – M.A.D.A. – Untitled Vol.1 – utwór „Prawa noga”[17]
- 2021 – Majkel – No Future – utwór „Biegnij”[18]